# Rathaus Bernburg II

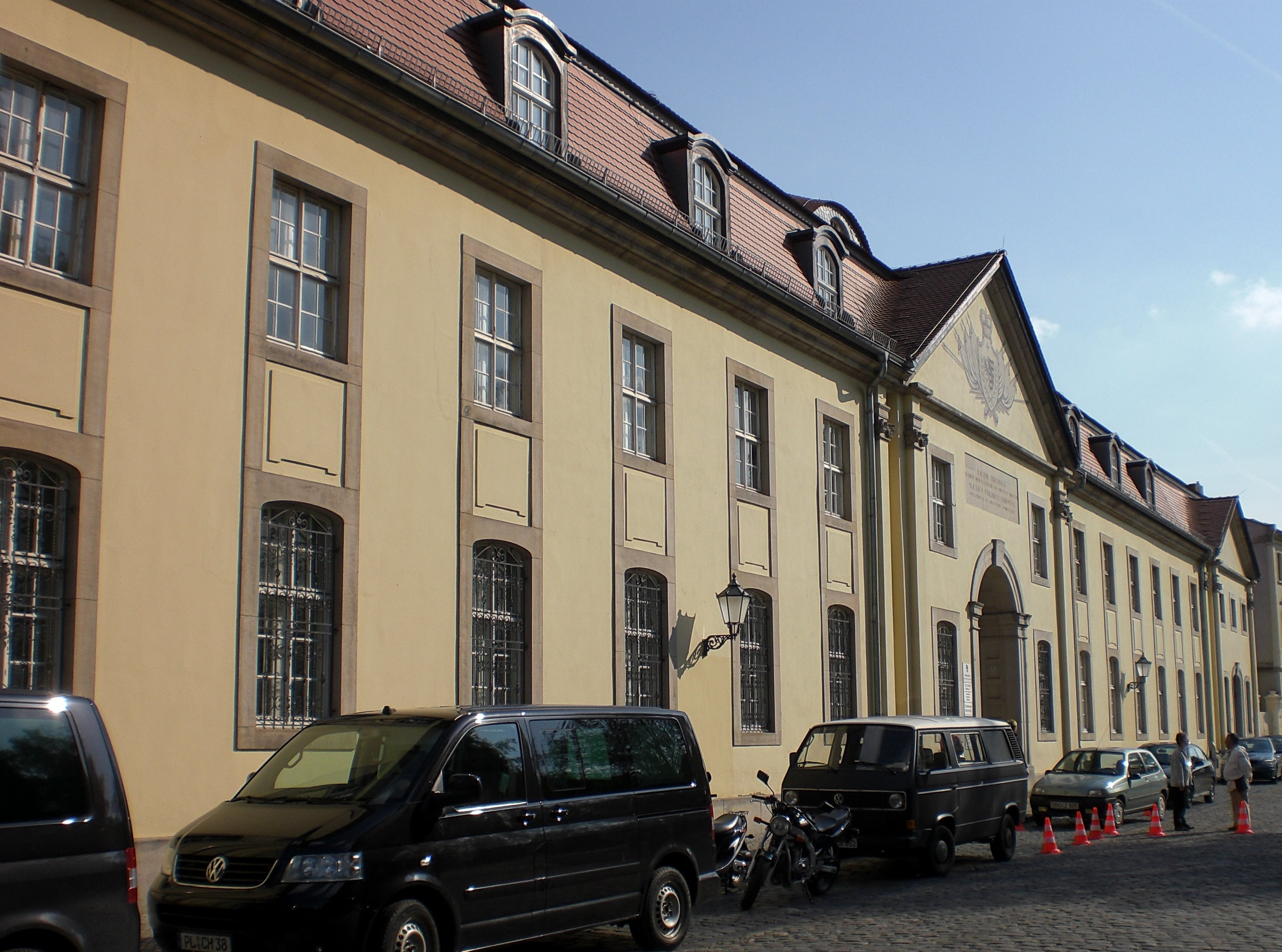
Rathaus Bernburg II, ehemalige fürstliche Reitbahn

Das Rathaus Bernburg II ist ein von der Stadtverwaltung der Stadt Bernburg (Saale) genutztes Gebäude.
Das unweit des Rathauses von Bernburg in der Schlossstraße 11 gelegene Bauwerk entstand in den Jahren 1756/57 im Stil des Spätbarock als Fürstliche Reitbahn (Marstall). Über dem Mittelrisalit des lang gestreckten Gebäudes befindet sich eine Inschriftentafel.
Auftraggeber war Fürst Viktor Friedrich von Anhalt-Bernburg, der die Reitbahn in der Nähe des Schlosses Bernburg bauen ließ. In den Jahren 1824/25 fand unter Alexius Friedrich Christian von Anhalt-Bernburg ein Umbau mit Erweiterung statt. Nachdem der Staat Anhalt ab 1878 die Schlossanlagen zwecks Nutzung als Garnison erworben hatte, folgte 1919 bis 1921 ein erneuter, diesmal grundlegender Umbau durch die Anhaltische Staatsbauverwaltung nach einem Entwurf von H. Wendler. Die Nutzung als Reithalle wurde aufgegeben. Es entstand unter Schaffung einer vollständig neuen Raumstruktur ein Verwaltungsgebäude. Es wurden Säle, Treppenhäuser und Flure angelegt. Die Treppen und Flure wurden hierbei im Stil des Art déco gestaltet. Richard Degenkolbe aus Halle (Saale) zeichnete für die Raumfassungen verantwortlich. Im südlichen Teil entstand eine heute noch erhaltene Treppe mit farbig gestalteten plastischen Figuren.
Von 1921 bis 1990 diente das Gebäude als Kreishaus II als Verwaltungsgebäude der Kreisverwaltung des Kreises Bernburg. Seitdem ist es in Nutzung durch die Bernburger Stadtverwaltung.